# Oudendijk (Hollande-Septentrionale)
Pour les articles homonymes, voir Oudendijk.
Oudendijk est un village néerlandais situé dans la commune de Koggenland, dans la province de la Hollande-Septentrionale. En 2009, le village comptait environ 450 habitants.

## Histoire
Oudendijk a été une commune indépendante jusqu'au 1er janvier 1979. À cette date, Oudendijk fusionne avec Berkhout, Avenhorn et Ursem pour former la commune de Wester-Koggenland.